# Fernando Barrientos
Fernando Omar Barrientos (Lanús, 17 novembre 1991) è un calciatore argentino, centrocampista svincolato.

## Palmarès
- Coppa Sudamericana: 1

Lanús: 2013